# KScreen
KScreen — інструментарій оточення KDE для налаштування параметрів екрану, багатомоніторних конфігурацій і організації виводу на додаткові пристрої виведення, такі як проектори і телевізори. KScreen відрізняється кардинальним спрощенням процесу налаштування параметрів підключення нових пристроїв і розміщення десктопа на декількох моніторах, в простому випадку досить просто підключити новий пристрій виводу і все буде автоматично налаштовано без використання класичних попередніх конфігуратор. Наприклад, достатньо підключити другий монітор і простір робочого столу автоматично буде розширено вправо на новий екран.
Для кожної обраної конфігурації за умовчанням буде вибрано максимально можлива екранна роздільність. При закритті кришки ноутбука, якщо до нього підключено монітор, екран цього монітора автоматично стає первинним, а екран ноутбука тимчасово відмикається. Після відключення зовнішнього екрана налаштування запам'ятовуються і при подальшому підключенні екрану використовується раніше вибраний режим. Для бажаючих виконати тонке налаштування або змінити запропоновані за умовчанням параметри доступний традиційний конфігуратор.
KScreen складається з двох компонентів: модуля System Settings, що надає класичний інтерфейс налаштування і позиціонування екранів, і модуля KDED для налаштування на льоту, запам'ятовування поточних налаштувань і їхнього відновлення у разі необхідності (наприклад, при повторному підключенні того ж зовнішнього монітора). Розробка заснована на бібліотеці libkscreen, що надає функції для отримання EDID-даних про приєднаних екранах.
У штатній поставці KDE система налаштування KScreen вулючена з випуску KDE 4.11.